# Kirche Gernstedt

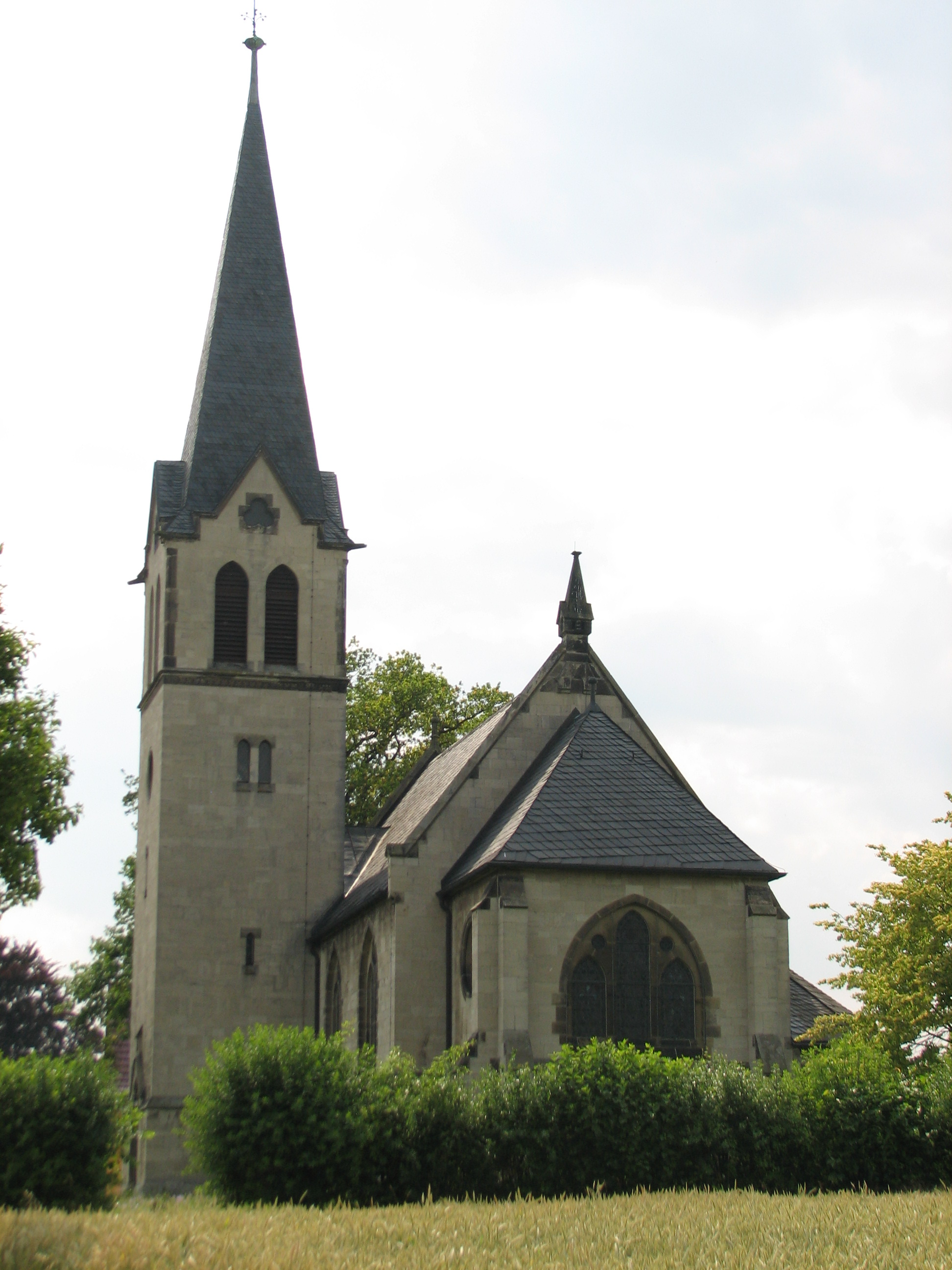
Kirche Gernstedt, Blick aus Richtung Ortseingang

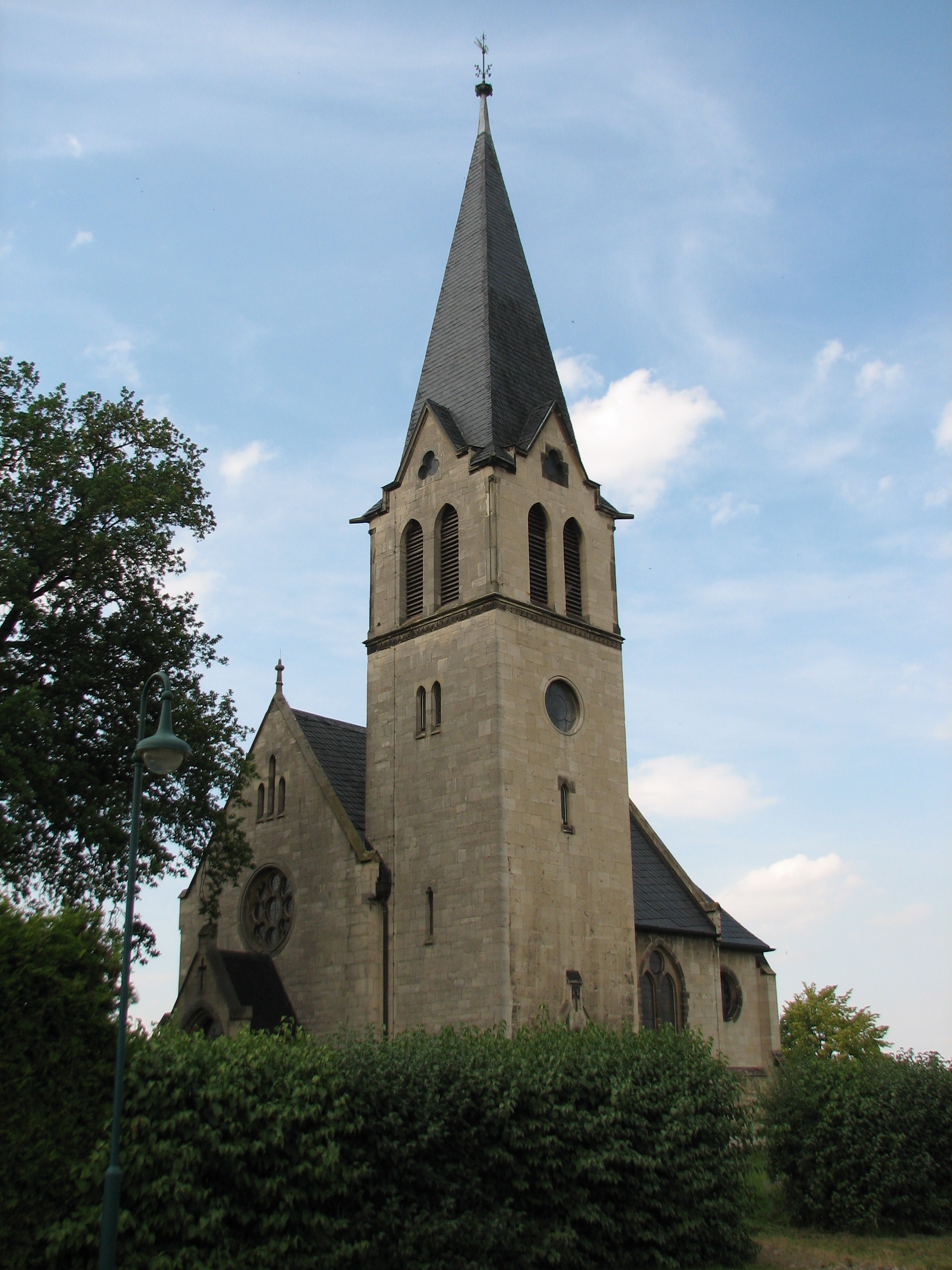
Der Kirchturm in Gernstedt ist seitlich an das Kirchenschiff angebaut.

Die Kirche Gernstedt ist ein Sakralbau der Evangelischen Kirche in Mitteldeutschland in Gernstedt, seit 2009 ein Ortsteil der Gemeinde Lanitz-Hassel-Tal im sachsen-anhaltischen Landkreis Burgenlandkreis. Sie liegt direkt an der B 87 nahe am Ortseingang und überragt den Ort.

## Vorgeschichte
Im Jahr 1183 wird ein Pfarrer erstmals urkundlich erwähnt. Zwischen 1183 und 1190 erwarb das Kloster Pforta viele Besitzungen in Gernstedt und baute mit weiteren Landkäufen etwa um 1205 ein Klostervorwerk auf. Das Dorf ging ein, die urkundlich erwähnte Kirche verschwand.
Im Klostervorwerk stand an der Stelle der abgerissenen Kirche eine Kapelle. Wegen der Klosterauflösung 1564 fiel die Kapelle an die Neuansiedler. Mit dem Pfarr-Recht gehörten sie zu Rehehausen. Der dortige Pfarrer kam alle vier Wochen nach Gernstedt, ab 1575 alle zwei Wochen. 1878 wechselte die Zugehörigkeit nach Lißdorf.
Die Kapelle bestand aus den nackten Wänden und war baufällig. Erst 1743 baute man die Kirche neu und vergrößerte sie, 1792 wurde der Turm neu erbaut. Das Bauwerk war ein stilloser Bau des 18. Jahrhunderts.

## Geschichte
Die heutige Kirche von Gernstedt wurde auf einem Acker, der zur Landesschule Pforta gehörte, errichtet. Der Pförtner-Baumeister, Regierungsbaumeister Max Leidich, schuf sie im neugotischen Stil. Erster Spatenstich war am 17. April 1895, Grundsteinlegung am 10. Juni 1895, Kirchweihe und erste Taufe am 10. Juni 1896. Die Steine stammen aus dem Steinbruch im nahen Lanitztal.
Die Baukosten betrugen 31.200 Reichsmark, von denen mehr als ein Drittel – rund 13.200 Reichsmark – die Landesschule Pforta beglich.

## Bilder

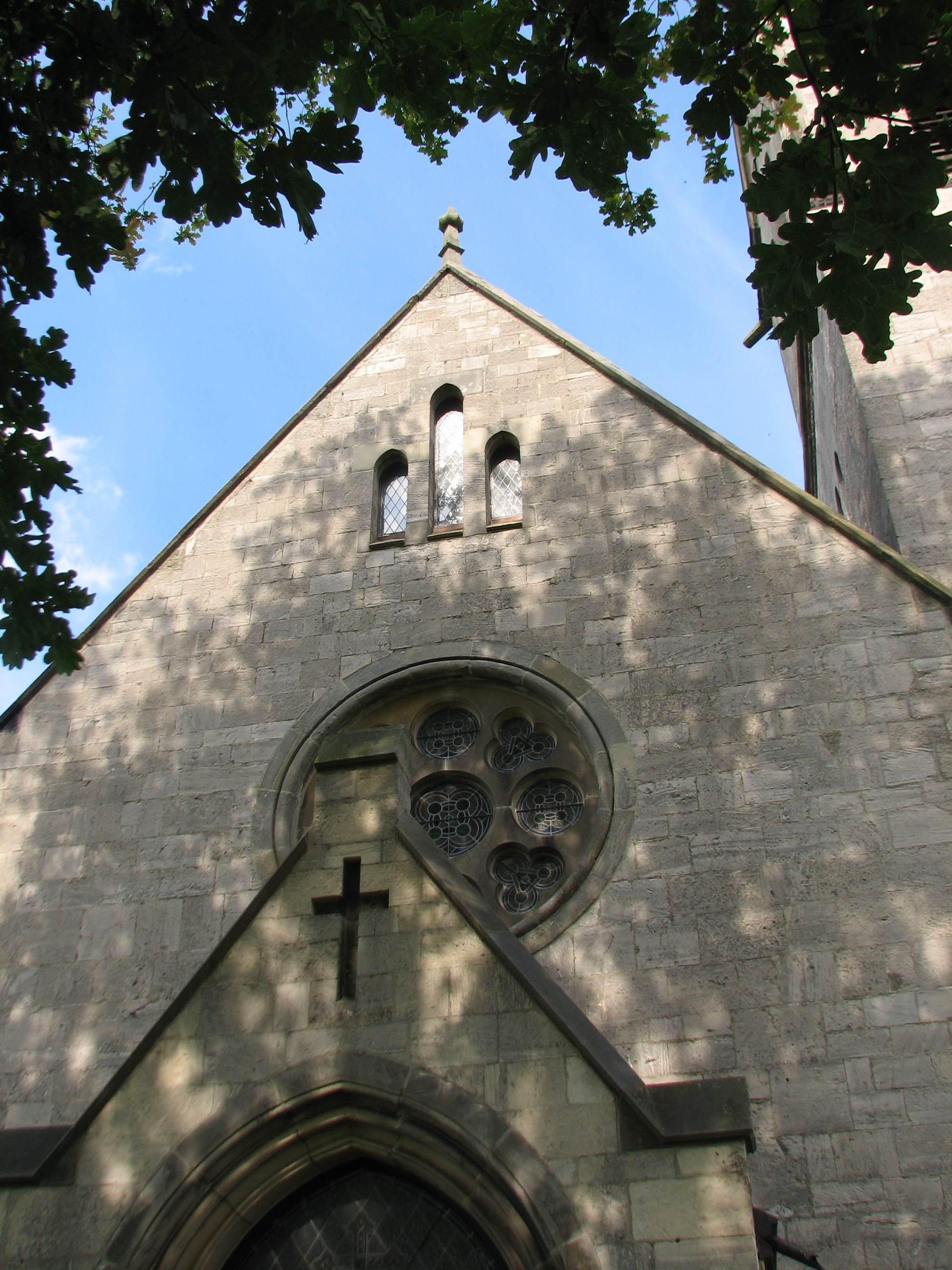
Frontseite des Kirchenschiffs und Eingangsportal (Ausschnitt)
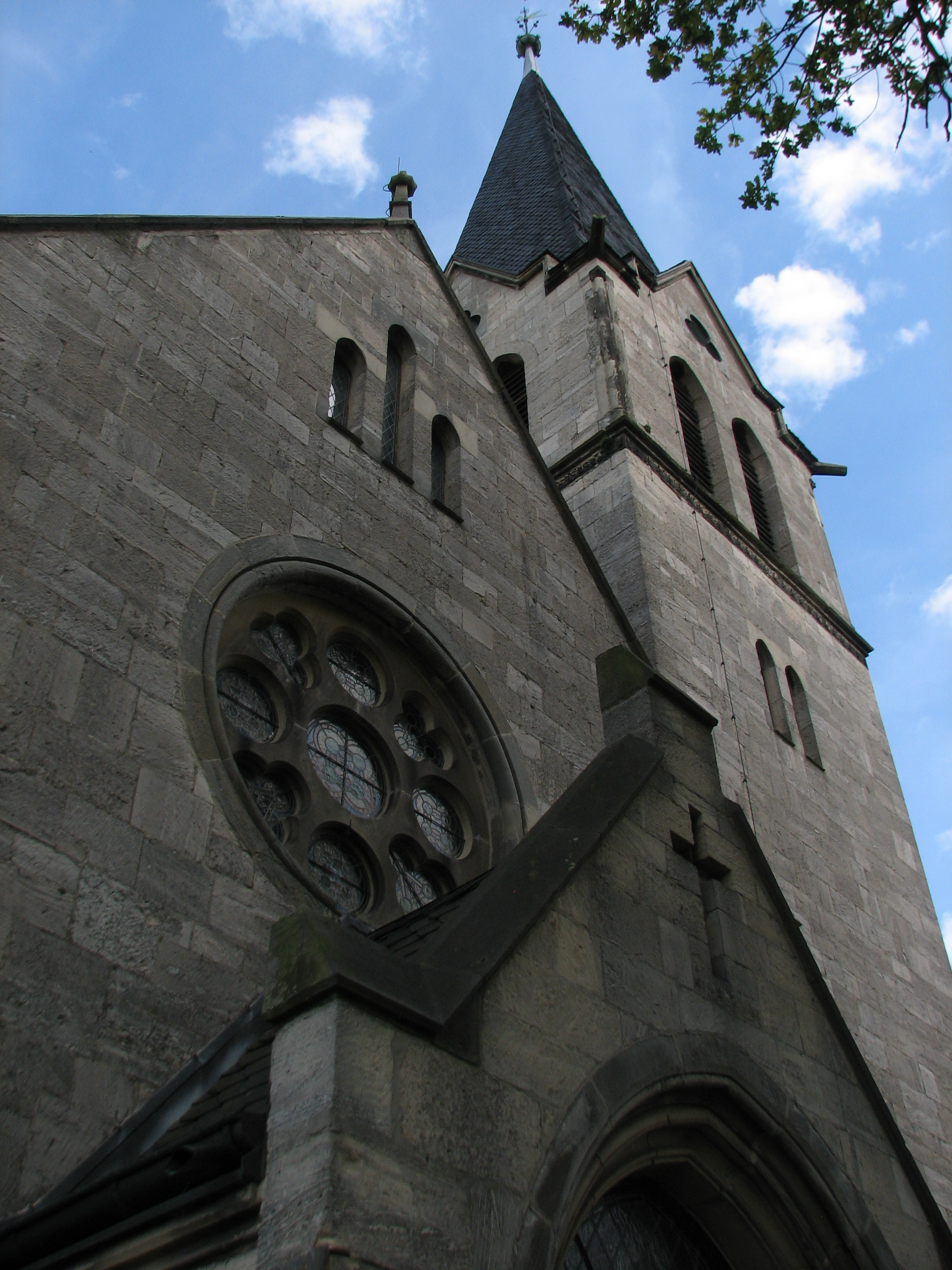
Etwas anderer Blick auf Rosette und Kirchturm
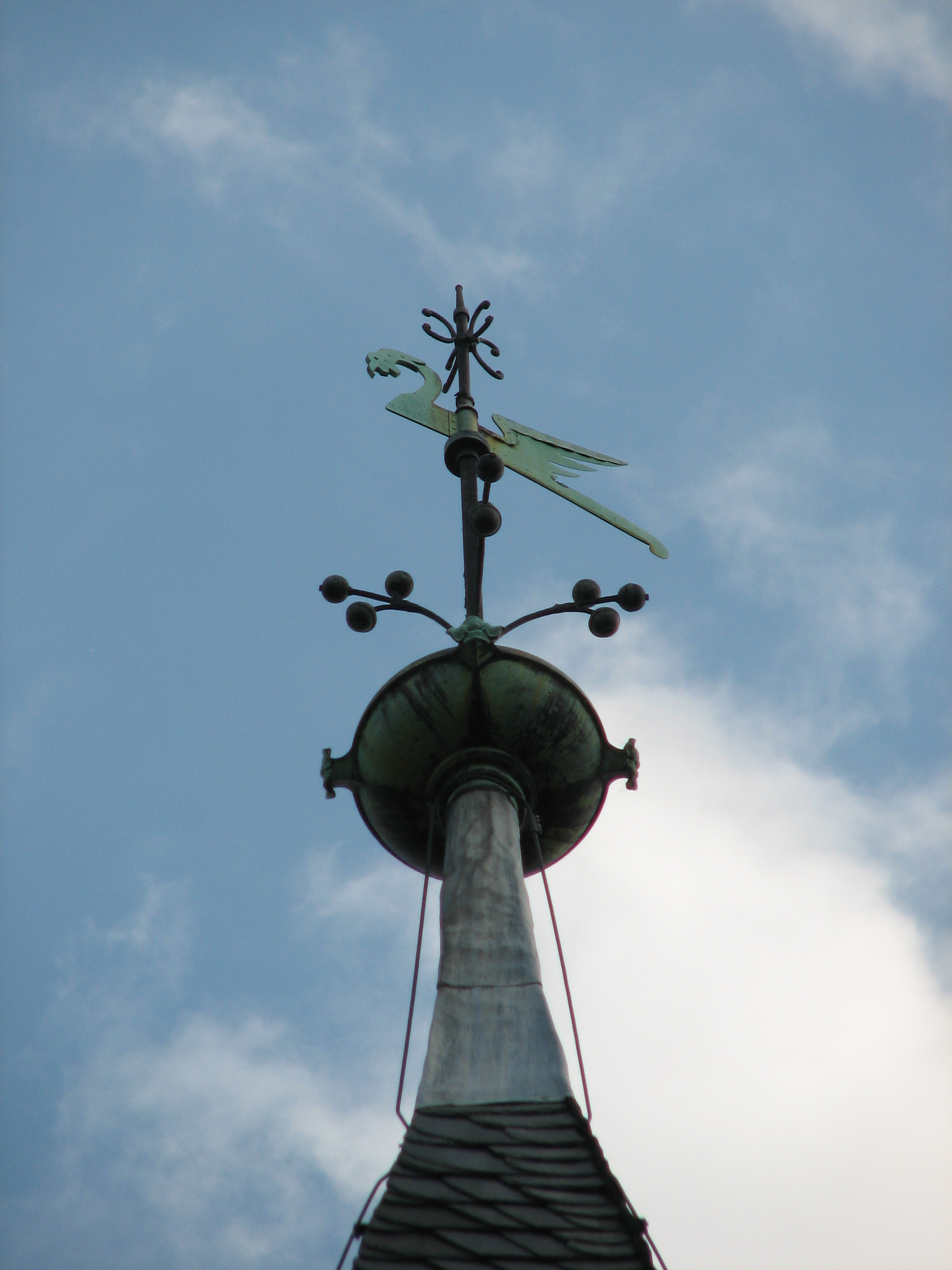
Wetterfahne auf der Kirche Gernstedt
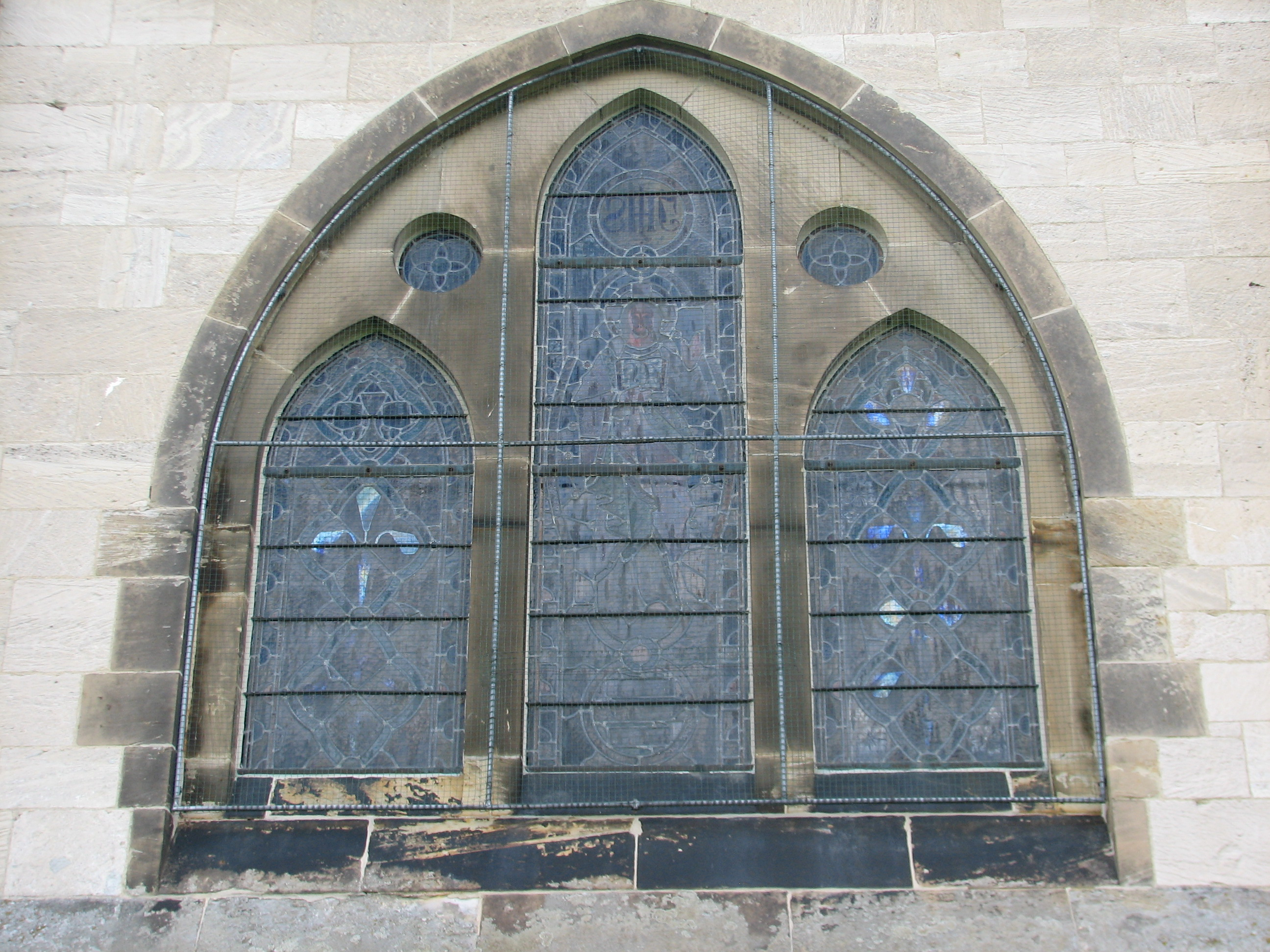
Buntglasfenster der Kirche Gernstedt, Außenansicht

## Orgel
Die Orgel soll von einem Sohn des berühmten Orgelbaumeisters Ladegast gebaut worden sein. Während des Ersten Weltkrieges wurden 31 Zinnprospektpfeifen eingeschmolzen: „Der Königliche Landrat Nbg, den 20.8.1917 … zur Eigentumsübertragung der Prospektpfeifen aus Zinn von Orgeln auf den Reichsmilitarfiskus ersuche ich ergebenst, dieselben am Donnerstag, den 30. August 1917 vormittags 9-1 Uhr und nachmittags 3-6 Uhr in die hiesige Sammelstelle auf dem Domplatz geflissentlich pünktlich abliefern zu lassen.“
Im Jahr 1930 wurde der Verlust ersetzt: Nach Kostenvoranschlag der Firma E. F. Walcker & Cie. Orgelbauanstalt Ludwigsburg (Württemberg) vom 2. Juli 1930 sollten die 31 neuen Prospektpfeifen – aus starkem Zink gefertigt, mit Aluminiumbronze überzogen sowie Einbau- und Frachtkosten – 273 Reichsmark kosten. Dazu kamen 270 Reichsmark für die Reinigung, Nachintonation  und Stimmung der Orgel.

## Glocken
Die ursprünglichen drei Bronze-Kirchenglocken mit 65 Zentimeter, 79 Zentimeter und 105 Zentimeter Durchmesser stammten aus dem Jahr 1844 und wurden von Heinrich und Carl Friedrich Ulrich in Apolda gegossen.